# Taber
Taber är en ort i Kanada.   Den ligger i provinsen Alberta, i den södra delen av landet, 2 700 km väster om huvudstaden Ottawa. Taber ligger 813 meter över havet och antalet invånare är 8 163.
Terrängen runt Taber är platt, och sluttar norrut. Trakten runt Taber är nära nog obefolkad, med mindre än två invånare per kvadratkilometer.. Taber är det största samhället i trakten.
Trakten runt Taber består till största delen av jordbruksmark.